# 大田区でプロポーズ
『大田区でプロポーズ』（なんでだろう こちかめバージョン）は、日本のお笑いコンビテツandトモの2枚目のシングルである。2003年11月19日発売。発売元はポニーキャニオン。

## 収録曲
1. 大田区でプロポーズ
作詞・作曲：つんく、編曲：高橋諭一
2. なんでだろうクリスマス
作詞・作曲：トモ、編曲：髙見優
3. 大田区でプロポーズ（インストゥルメンタル）
4. なんでだろうクリスマス（インストゥルメンタル）